# Хргар
Хргар је насељено мјесто у Босни и Херцеговини, у општини Бихаћ, које административно припада Федерацији Босне и Херцеговине. Према попису становништва из 1991. у насељу је живјело 81 становника.

## Историја
Ово, некада велико и славно село, а данас потпуно ненасељено, спаљено и уништено, удаљено свега неколико километара од Бихаћа, свједок је великог етничког чишћења Срба у западнокрајишким општинама које данас припадају Унско-санском кантону. Све је почело геноцидом над Србима у Другом свјетском рату, а настављено у последњем грађанском рату, 1992–1995. године, када су и посљедњи становници овог села протјерани.
Село Хргар није безначајно село. У њему је половином 19. вијека радила прва српска школа за будуће свештенике. Тако су са Хргарског платоа потекли први елементарно образовани свештеници Босанске Крајине. Први учитеље српске дјеце Хргара, а и шире Босанске Крајине подучавао је и за свештенички позив припремао калуђер Иванчевић, потоњи настојатељ Манастира Гомионице. Према историјским подацима калуђер Иванчевић дошао је из Манастира Крке.
Године 1941. године усташе из Бихаћа и Рипча запалиле су хргарску цркву Светог Кнеза Лазара косовског мученика. Послије рата комунистички режим је затро сваки траг од спаљене цркве, али народ није заборавио свето мјесто. Према најстаријим изворима на Хргару је прије спаљене и порушене цркве постојао древни манастир.

## Становништво
| Националност       | 1991. | 1981. | 1971. | 1961. |
| Срби               | 81    | 127   | 264   |       |
| Југословени        |       | 14    |       |       |
| остали и непознато |       |       | 1     |       |
| Укупно             | 81    | 141   | 265   | 479   |

| Демографија | Демографија | Демографија |
| Година      | Становника  | Становника  |
| ----------- | ----------- | ----------- |
| 1961.       | 479         |             |
| 1971.       | 265         |             |
| 1981.       | 141         |             |
| 1991.       | 81          |             |